# Liste der Internationalen Meister (Verleihung 1968)

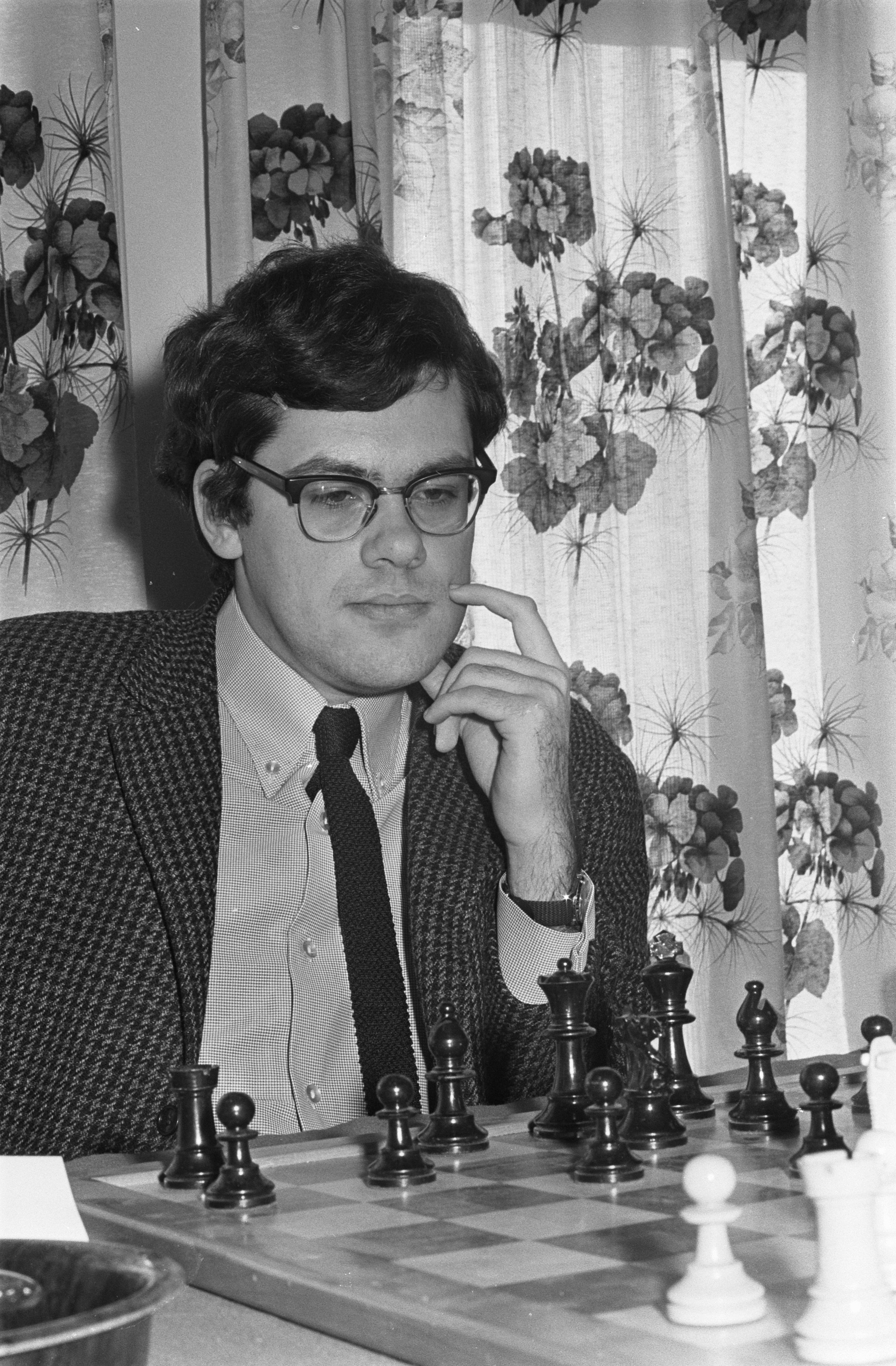
Hans Ree gewann 1971 das Canadian Open in Vancouver zusammen mit dem Weltmeister Boris Spasski

Die Liste der Internationalen Meister des Jahres 1968 führt alle Schachspieler auf, die im Jahr 1968 vom Weltschachbund FIDE den Titel Internationaler Meister erhalten haben.
Im April 2023 sind noch vier der damals zehn geehrten Spieler am Leben. Vier der zehn Spieler erreichten später den Großmeistertitel.

## Legende
Die Tabelle enthält folgende Angaben:
- Name: Nennt den Namen des Spielers.
- Land: Nennt das Land, für das der Spieler 1968 spielberechtigt war.
- Lebensdaten: Nennt das Geburtsjahr und gegebenenfalls das Sterbejahr des Spielers.
- GM: Gibt für Spieler, die später zum Großmeister ernannt wurden, das Jahr der Verleihung an.

## Liste
| Name                   | Land                       | Lebensdaten | GM   |
| ---------------------- | -------------------------- | ----------- | ---- |
| Günter Capelan         | Bundesrepublik Deutschland | 1932–1992   |      |
| Mathias Gerusel        | Bundesrepublik Deutschland | 1938        |      |
| Jerzy Kostro           | Polen                      | 1937        |      |
| Predrag Ostojić        | Jugoslawien                | 1938–1996   | 1975 |
| Corvin Radovici        | Rumänien                   | 1931–2017   |      |
| Iwan Radulow           | Bulgarien                  | 1939        | 1972 |
| Hans Ree               | Niederlande                | 1944        | 1980 |
| Włodzimierz Schmidt    | Polen                      | 1943–2023   | 1976 |
| Triantafyllos Siaperas | Griechenland               | 1931–1994   |      |
| Lazaros Vizantiadis    | Griechenland               | 1938–2008   |      |